# Валентин Спасов
Валентин Спасов е български композитор и певец на авторски песни на фолклорна основа и народни песни.

## Биография и творчество
Роден е в Сапарева баня на 10 август 1964 г. От малък проявява интерес към музиката. Първите си изяви започва в читалище „Просветен лъч“, Сапарева баня. От малък свири на акордеон, става корепетитор на детския фолклорен ансамбъл и сформира вокално-инструментална група „Шанс“, с която изнася концерти. Носител е на златни медали от VI и VII републикански фестивал на художествената самодейност.
Средното си образование завършва в гимназията в Сапарева баня, след което продължава в Академията за музикално и танцово изкуство в Пловдив, където се запознава с бъдещата си съпруга Севдалина. По време на следването си печели I и II награда в младежкия конкурс за детска и забавна песен.
Севдалина и Валентин Спасови поставят начало на творческата си дейност през 1988 г. по време на следването си в Академията за музикално и танцово изкуство – гр. Пловдив.
След завършването на висшето си образование печели конкурс като преподавател в ЮЗУ, Благоевград и като оркестрант в оркестъра на радио Благоевград. Успоредно с това е диригент на ансамбъл „Разлог“. Заедно със съпругата си Севдалина упорито творят и търсят нови форми за създаване авторска музика на фолклорна основа:
- авторска музика на фолклорна основа;
- авторска музика с шлагерно звучене;
- обработен фолклор/македонски, тракийски и родопски песни;
- градски и староградски песни;
- попфолк – авторски песни.

Участник на много представителни форуми:
- „Пирин фолк“ (Сандански);
- Международен балкански Фестивал „Геракина“ (Гърция);
- концерти в Македония, Молдова, Италия, САЩ, Канада, Испания, Русия, Украйна.

Като щатен музикант в радиото пише инструментална народна музика за оркестъра на радиото и прави стотици обработки на народни песни, изпяти от утвърдени в тази област изпълнители – Костадин Гугов, Атанаска Димитрова и Димитър Коларов, Татяна Сърбинска, Весела и Любен Божкови, хора към радио Благоевград и др.
Създава 120 авторски песни както за дуета, така и за други изпълнители и техни ученици.
Севдалина и Валентин Спасови имат собствено звукозаписно студио.
Най-голямата награда за творческия тандем е високата оценка от много милионната зрителската аудитория, която, по данни на „Маркет тест“ (2000), е класирала песента „Сине, сине“ на второ място по най-голяма популярност след песента „Моя страна, моя България“ за последното десетилетие.
Златният хит „Сине, сине“ е преведен на няколко езика и е включен в световно академично издание на Чикагския университет в САЩ, придружен от компактдиск на хитови песни от Балканите и Източна Европа, създадени в годините на прехода. Според авторката на книгата Донна Бюкенън, професор по музика в Чикагския университет, фолклорист и изследовател на фолклора на Балканите, песента е толкова популярна, че е станала истински народна и е част от фолклора на българина. Тя изразява възхищението си на страниците на изданието от песента по следния начин: „Мелодията е толкова красива, че излъчва някакво вълшебство, което се докосва до сърцето на всеки човек, независимо какъв е по народност. Тази песен възможно най-искрено и по човешки претворява привързаността и обичта на майката към своето дете.“
Севдалина и Валентин Спасови са автори и продуценти на телевизионното предаване „Музикално колело“, чиято основна цел е да издирва и популяризира млади таланти от жанра фолклор и авторска музика на фолклорна основа от цялата страна. Част от напрегнатото си ежедневие Севдалина и Валентин Спасови обвързват с обучението на деца от 7 до 15-годишна възраст в собствената си школа „Лина“. Много от техните ученици имат награди от национални и международни фестивали. Семейството професионални музиканти с висше музикално образование са и хонорувани преподаватели по музика в ЮЗУ „Неофит Рилски“ – гр. Благоевград. От 1996 г. са членове на Съюза на учените в България.
Концертните изяви на Севдалина и Валентин Спасови заемат първостепенно място и се радват на многобройна и разнообразна публика. През 2005 г. създават спектакъла „За любов родени“, с който пътуват из цялата страна. Следват спектаклите „Българийо свята“ и „Два живота-една съдба“, който през април 2006 г. е представен в препълнената зала 1 на НДК и има голям успех. Ефектната хореография е дело на световноизвестната формация „Чинари“.
Сред изветните песни на Валентин Спасов са: „Сине, сине“, „Не мога без теб“, „Прекланям се пред тебе, майко“, „Моя дъще“, „Македонска сватба“, „Свири, цикуларю“, „Сите сме рода“, „Българийо свята“ и мн. др.

## Дискография

### Студийни албуми
- „Не мога без теб“ – над 1000000 тираж с пиратските копия, изд. Фолктон (1993)
- „Нека Бог не ни разделя“ – изд. Фолктон (1995)
- „За теб, Животе“ – изд. Фолктон (1996)
- „Еликсирите на любовта“ I и II част – изд. Лина (1997)
- „200 целувки“ – изд. Лина (1999)
- „Македонска сватба“ – изд. Орфей мюзик (2001)
- „За любов родени“- изд. Ара Аудио-видео (2004)
- „Моме Калино“ – изд. Ара Аудио-видео (2005)
- „Сине, ангел мой“ – изд. Ара Аудио-видео (2005)
- „Моме македонко“ – изд. Ара Аудио-видео (2008)

## Видеоалбуми
- „Не мога без теб“
- „Нека Бог не ни разделя“
- „Еликсирите на любовта“
- „Два живота, една съдба“

## Телевизионни филми
- „Южна жена“;
- „Цвете за Севда“
- „Еликсирите на любовта“
- „Семейството на музикантите“
- „Македонска сватба“
- „За любов родени“ /всички филми са продукция на БНТ/
- „Два живота, една съдба“ /продукция на „Фен ТВ“/